# Dorothy Rudd Moore
Dorothy Rudd Moore, née le 4 juin 1940 et morte le 30 mars 2022, est une compositrice et pédagogue américaine. Elle est l'une des cofondatrices de la Society of Black Composers (en). Elle est considérée comme l'une des principales compositrices de couleur de sa génération et réalise des commandes pour le National Symphony, l'Opera Ebony, le Buffalo Philharmonic et des artistes solistes. Elle est membre de l'American Composers Alliance, du BMI, de la New York Singing Teachers' Association (en) et de la New York Women Composers (en). Ses œuvres sont non publiées, mais disponibles via l'Alliance des compositeurs américains (en),.

## Biographie
Moore naît à New Castle dans le Delaware. Sa mère est chanteuse et Moore compose ses propres chansons lorsqu'elle est enfant. Moore sait qu'elle deviendra compositrice dès son plus jeune âge et suit des cours de piano lorsqu'elle est enfant à la Wilmington School of Music, où elle étudie avec Harry Andrews. Elle apprend à jouer de la clarinette pour qu'à Howard High, elle puisse rejoindre le groupe auparavant entièrement masculin. Elle s'implique dans la musique par d'autres moyens, notamment en étudiant le solfège, en travaillant dans l'orchestre et la chorale du lycée ainsi que dans la chorale d'une église.
Moore commence ses études universitaires à l'Université Howard se spécialisant dans l'éducation musicale, mais se tourne ensuite vers la composition. Elle étudie avec Dean Warner Lawson, Thomas Kerr et Mark Fax (en), et obtient en 1963 un baccalauréat en musique. Elle reçoit la bourse Lucy Moten pour étudier en France où elle poursuit ses études avec Nadia Boulanger au Conservatoire américain de Fontainebleau à Paris en 1963, Chou Wen-Chung à New York en 1965 et Lola Hayes en 1972.
Moore travaille comme professeure de musique privée. De 1965 à 1966, elle enseigne à la Harlem School of the Arts (en), en 1969 à l'Université de New York et en 1971 au Bronx Community College (en). Elle épouse le violoncelliste et chef d'orchestre Kermit Moore (en) en 1964. En 1968, elle cofonde la Society of Black Composers (en) à New York. En 1969, Moore et son mari sont presque empêchés de se produire au concert commémoratif de Damrosch de 1969 parce que « les administrateurs s'inquiétaient d'avoir non pas un mais deux « nègres » au programme ».
Moore reçoit la bourse Lucy Moten et d'autres subventions. Ses œuvres, Dirge and Deliverance et Songs from the Dark Tower, sont publiées par Performance Records en 1981. En 1985, la première mondiale de son opéra, Frederick Douglass (en), a lieu à New York par Opera Ebony (en).
Entre 1988 et 1990, elle siège au comité musical du Conseil des Arts de l'État de New York.

## Prix
- Bourse du Centre de musique américain (en), 1972
- Bourse du New York State Council on the Arts (en), 1985
- Bourses Meet The Composer (en)[1]

## Travaux

### Style
Selon l'American Composers Alliance, la musique de Moore est « admirée pour son haut niveau artistique et le sérieux de son objectif ». Sa chanson A Little Whimsy (1982) est une réponse aux critiques qui qualifient sa musique de trop sérieuse. Moore émet l'hypothèse qu'être elle-même chanteuse lui permet de comprendre comment bien écrire pour la voix. Elle ne se considère pas comme une compositrice rapide et préfère avoir un produit fini lors d'une première, contrairement à d'autres compositeurs qui peuvent revenir pour retravailler leur musique. From the Dark Tower (1970) est un cycle de chansons écrit pour Hilda Harris, une mezzo-soprano acclamée par la critique de l'opéra. Le cycle est ensuite enregistré et publié par Performance Records. Il y a huit chansons sur des poèmes d'écrivains noirs, dont Dream Variation de Langston Hughes et l'éponyme du cycle, From the Dark Tower, de Countee Cullen. Il est interprété par la voix, le violoncelle et le piano.
Le seul opéra de Moore, Frederick Douglass, est créé le 28 juin 1985 au City College de New York avec Opera Ebony. Le directeur artistique est Benjamin Matthews sous la direction de Warren George Wilson, l'éclairage de Ron Burns et la mise en scène de Ward Fleming. Frederick Douglass et sa femme sont interprétés par James Butler et Hilda Harris. Tim Page l'appelle « pas tant un opéra qu'une série de méditations musicales sur l'amour, la mort, la religion, l'oppression politique et la délivrance éventuelle ».

### Œuvres choisies
Moore compose des cycles de chansons, des pièces de chambre, de la musique orchestrale et un opéra. Les œuvres sélectionnées comprennent :
- Twelve Quatrains from the Rubaiyat, song cycle, 1962
- Symphony No. 1, 1963
- Three Pieces for violin and piano, 1967
- Modes for string quartet, 1968
- Lament for Nine Instruments, 1969
- Moods for viola and cello, 1969
- Songs from the Dark Tower, song cycle, 1970
- Dirge and Deliverance for cello and piano, 1971
- Dream and Variations for piano, 1974
- Sonnets on Love, Rosebuds, and Death for soprano, violin, and piano, 1975
- In Celebration, a collage to poems by Langston Hughes, 1977
- A Little Whimsy, piano, 1982
- Frederick Douglass (en), opera, 1985
- Transcencion, 1986[3]